# Las Lagunillas
Las Lagunillas es una pedanía del municipio de Antequera, en la provincia de Málaga, Andalucía, España. Está situada a unos 15 kilómetros del núcleo principal de Antequera y cuenta con unos 170 habitantes. Se trata de una población en diseminado, dedicada a tareas agrícolas principalmente. La población celebra sus fiestas en el mes de julio.